# Луций Турций Апрониан Астерий
Луций Турций Апрониан по прозвищу Астерий(лат. Lucius Turcius Apronianus signo Asterius) — государственный деятель Римской империи середины IV века, префект Рима в 362—364 годах.
Его отцом был префект Рима 339 года Луций Турций Апрониан, братом — корректор Фламинии и Пицена Луций Турций Секунд Астерий.
Его карьера известна из нескольких сохранившихся надписей надписей: он занимал последовательно должности квестора, претора, квиндецемвира священнодействий, корректора Тусции и Умбрии.
Он был, вместе с другими римскими аристократами, послан сенатом Рима к императору Юлиану в Антиохию, где тот наградил Апрониана, назначив префектом Рима. Во время его префектуры, 18 марта 363 г., в Риме сгорел храм Аполлона Палатинского. Аммиан Марцеллин, который называет Апрониана «честным и строгим судьей» и отмечает, что «запасы провианта были настолько обеспечены, что ни разу не возникало ни малейших жалоб на недостаток припасов, что случается в Риме постоянно», достаточно подробно описывает судебную деятельность префекта. Он жестко преследовал «колдунов», не раз вынося смертные приговоры. Как пишет Аммиан, «Говорят, что он развивал столь бурную деятельность в этом отношении потому, что будучи назначен префектом повелением Юлиана, бывшего в тот момент в Сирии, по дороге в Рим потерял один глаз и заподозрил, что это было следствием наведенной на него порчи».
Апрониан был сменен в должности Луцием Аврелием Авианием Симмахом где-то в начале 364 года.